# Пестово (Вікуловський район)
Пе́стово (рос. Пестово) — село у складі Вікуловського району Тюменської області, Росія.
Населення — 161 особа (2010, 215 у 2002).
Національний склад станом на 2002 рік:
- росіяни — 93 %